# Amtsgericht Kirchhain

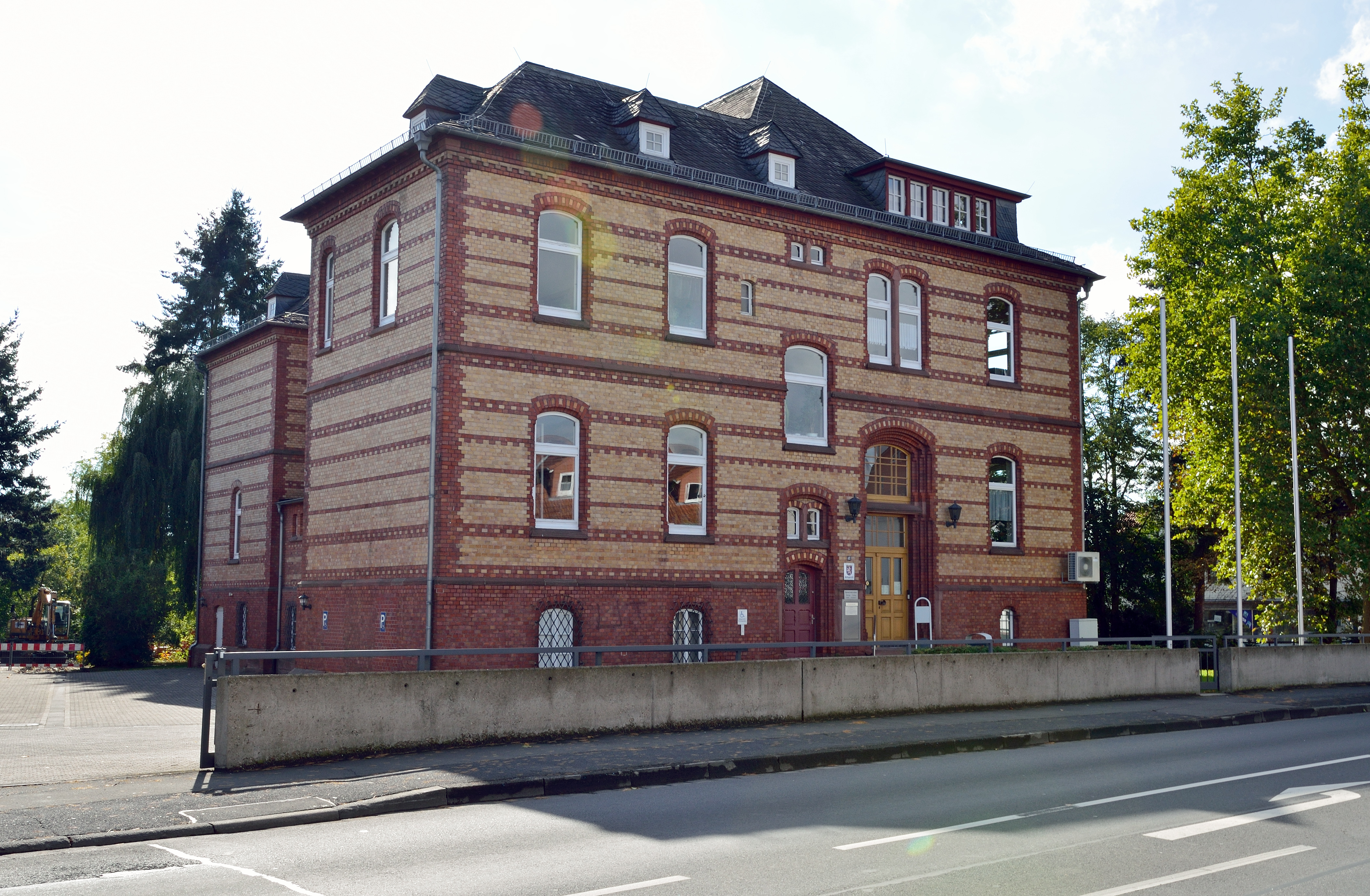
Amtsgericht Kirchhain

Das Amtsgericht Kirchhain (AG Kirchhain) ist ein Gericht der ordentlichen Gerichtsbarkeit in Kirchhain im Landkreis Marburg-Biedenkopf.

## Gerichtssitz und -bezirk

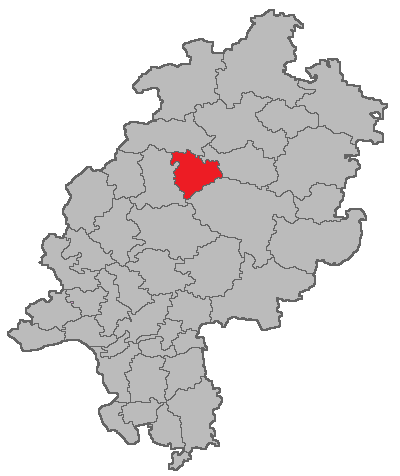
Lage des Amtsgerichtsbezirks Kirchhain in Hessen

Der Sitz des Gerichtes ist in Kirchhain in der Niederrheinischen Straße 32. Der Gerichtsbezirk des Amtsgerichts Kirchhain umfasst die Städte und Gemeinden Amöneburg, Kirchhain, Neustadt, Rauschenberg, Stadtallendorf und Wohratal (jeweils inklusive aller Stadt- und Ortsteile). Alle liegen im Landkreis Marburg-Biedenkopf.

## Übergeordnete Gerichte
Dem AG Kirchhain übergeordnet ist das Landgericht Marburg. Im weiteren Instanzenzug ist das Oberlandesgericht Frankfurt am Main sowie der Bundesgerichtshof übergeordnet.

## Geschichte
Seit dem Mittelalter bestand das Gericht Kirchhain. Die Rechtsprechung der niederen Gerichtsbarkeit wurde in der Landgrafschaft Hessen-Kassel durch den Amtmann des Amtes Kirchhain wahrgenommen.
Die Neuregelung des Justizwesens im Königreich Westphalen führte zu der Trennung von Rechtsprechung und Verwaltung. Der Kanton Kirchhain war nun für die Verwaltung, das Friedensgericht Kirchhain für die Rechtsprechung zuständig. Das Friedensgericht unterstand dem Distriktgericht Marburg, das für den Distrikt Marburg zuständig war.
Mit dem Untergang des Königreichs Westphalen nach der Völkerschlacht bei Leipzig wurde die Trennung von Rechtsprechung und Verwaltung rückgängig gemacht und das Kurfürstentum Hessen führte 1814 das Amt Kirchhain wieder ein.
Mit Edikt vom 29. Juni 1821 wurden in Kurhessen Verwaltung und Justiz getrennt. Nun waren Justizämter für die erstinstanzliche Rechtsprechung zuständig, die Verwaltung wurde von Landkreisen übernommen. Im Jesberg wurde der Kreis Kirchhain für die Verwaltung und das Justizamt Kirchhain als Gericht eingerichtet. Das Justizamt Amöneburg war bis 1831 Assistenzamt des Justizamtes Kirchhain.
Nach der Annexion Kurhessens durch Preußen wurde das Justizamt 1867 zum königlich Preußischen Amtsgericht Kirchhain. Es war nun dem Kreisgericht Marburg zugeordnet.
Auch mit dem Inkrafttreten des Gerichtsverfassungsgesetzes blieb das Amtsgericht unter seinem Namen bestehen. 1932 wuchs der Gerichtsbezirk durch die Auflösung der Amtsgerichte Amöneburg und Rauschenberg stark an. 1943 kam noch das Gebiet des Amtsgerichts Neustadt (Hessen) hinzu.
1943 bis 1972 wurde das Amtsgericht Gemünden (Wohra) als Zweigstelle des Amtsgerichtes Kirchhain geführt, wurde dann aber dem Amtsgericht Frankenberg (Eder) zugeordnet. 1968 kamen noch Teile des Amtsgerichtes Homberg an der Ohm hinzu.

## Gerichtsgebäude
Das Justizamt bzw. Amtsgericht hatte seinen Sitz in der Borngasse 33. Dort befand sich auch die Dienstwohnung des Justizbeamten. Mit der Auflösung des Kreises Kirchhain wurde das Landratsamtsgebäude für das Amtsgericht frei. Der Umzug erfolgte 1932/33. Das alte Gebäude ist heute eine leerstehende Bauruine.

## Richter
Folgende Richter wirkten am Amtsgericht Kirchhain:
- Justizbeamter Erich Friedrich Schlarbaum (1821–1840) (vorher seit 1815 Amtmann am Amt Kirchhain)
- Justizbeamter Emil Schüler (13. Mai 1840–9. Juni 1842)
- Justizbeamter Joseph  Wurzer (13. Mai 1840–9. Juni 1842)
- Justizbeamter Otto Gleim (19. Dezember 1845–20. Juni 1860)
- Justizbeamter Heinrich Schimmelpfeng (1. August 1860–31. August 1867)
- Amtsrichter Ernst Wilhelm Israel (1867–1870)
- Amtsrichter Hermann Siegmund Grau (1867–1868)
- Amtsrichter Theodor Schellmann (1870–1876)
- Amtsrichter Philipp Hellbach (1876–1882)
- Amtsrichter Hermann von Boxberger (1882–1890) (ab 1888: Amtsgerichtsrat)
- Amtsrichter Max Droste (1891–1895)
- Amtsrichter Theodor Flohr (1895–1897)
- Amtsrichter Richard Georg Ernst Limberger (1897–1899)
- Amtsrichter Karl Jüngst (1899–1905)
- Amtsgerichtsrat Karl Heinrich Christian Wagner (1905–1925)
- Amtsgerichtsrat Friedrich Schäfer (1925–1930)
- Amtsgerichtsrat Werner Massengeil (1931–1949)
- Amtsgerichtsrat Eissengarthen (1932–1935)
- Amtsgerichtsrat Leister (1939–  )
- Amtsgerichtsrat Siegfried Ruhl (1946–1948)
- Amtsgerichtsrat Gottfried Brunk (1946–1947)
- Amtsgerichtsrat Alfred Wortmann (1947–1948)
- Amtsgerichtsrat Friedrich Fafflok (1947)
- Amtsgerichtsrat Otto von Sethe (1947–1948)
- Amtsgerichtsrat Georg Bender (1948–1960)
- Amtsgerichtsrat Niemann (1949)
- Amtsgerichtsrat Karl Hoßfeld (1942–1966) (ab 1954: Oberamtsrichter)
- Amtsgerichtsrat Herbert Junker (1954– ) (ab 1969: Oberamtsrichter, ab 1976: Direktor)
- Amtsgerichtsrat Gerhard Heide (1961–1965)
- Oberamtsrichter Alfred Wortmann (1966–1972) (ab 1954: Amtsgerichtsdirektor)
- Amtsgerichtsrat Dieter Beinlich (1966–1968)
- Amtsgerichtsrat Klaus Kieckebusch (1968–1971)
- Amtsgerichtsrat Ulrich Wittekindt (1968–1971)
- Amtsgerichtsrat Heinrich Herbener (1971–1973)
- Amtsgerichtsrat Gerhard Hübsch (1971–1973)
- aufsichtführender Richter am Amtsgericht Gerhard Heide (1972–1976)
- Richter am Amtsgericht Ernst Tatzel (1976– )
- Richter am Amtsgericht Hans-Georg Kleinhenz (1976–1977)
- Richter am Amtsgericht Hans Kumpe (1977– )
- Direktorin des Amtsgerichts Hülshorst
- Richter am Amtsgericht Filmer
- Richterin am Amtsgericht Sandmüller
- Richter am Amtsgericht Fricke
- Richterin Hille
- Richterin Diebold
- Richterin Murschall